# Кольцевая рифма
Кольцева́я (опоя́санная, охватная) ри́фмовка — это рифмовка по расположению рифмующихся стихов, соответствующая схеме: абба; то есть в ней созвучны первая и четвёртая, вторая и третья строки соответственно, например:

Любовь и дружество до вас (a) 

Дойдут сквозь мрачные затворы, (Б)

Как в ваши каторжные норы (Б)

Доходит мой свободный глас. (a)
— А. С. Пушкин («Во глубине сибирских руд»)
Кольцевая рифма часто применяется в катренах сонетов:

Как конквиста́дор в панцире железном (a) 

Я вышел в путь и весело иду, (Б)

То отдыхая в радостном саду, (Б)

То наклоняясь к пропастям и безднам. (a)
— Н. С. Гумилёв («Сонет»)
Для русской народной поэзии опоясывающая рифмовка не характерна. В авторской русской поэзии она возникает на исходе силлабического периода в XVIII веке, например, у Антиоха Кантемира:

Скучен вам, стихи мои, ящик, десять целых (a)

Где вы лет тоскуете в тени за ключами! (Б)

Жадно воли просите, льстите себе сами, (Б)

Что примет весело вас всяк, гостей веселых... (a)— А. Кантемир («Письмо II к стихам своим»)
Четверостишие с опоясывающей рифмовкой составляет вместе с двумя другими четверостишиями (с перекрёстной и парной рифмовкой) и заключительным двустишием онегинскую строфу.